# Ramnunte
Ramnunte (in greco antico: Ῥαμνοῦς?, Rhamnûs) era un demo dell'Attica situato su un altipiano sulla costa nord-est della regione presso l'attuale Ovriokastro. 

## Descrizione
Il demo prende nome da un arbusto spinoso che cresce nella zona. Il centro del demo era fortificato sin dal IV secolo a.C. e la cittadella risale almeno al 413 a.C. Nel IV secolo a.C. le fortificazioni erano presidiate dagli efebi del secondo anno. Il demo venne conquistato nel 295 a.C. da Demetrio Poliorcete, ma cadde di nuovo nelle mani degli Ateniesi e divenne una base per gli alleati Tolomei durante la guerra Cremonidea.
Ramnunte ospitava il santuario della dea Nemesi. Secondo la leggenda, ella era la madre di Elena, nata dall'uovo fecondato da Zeus e lasciato nel grembo di Leda. Le prime testimonianze del culto di Nemesi nel demo risalgono al 499 a.C., anche se verosimilmente era più antico. Attorno al 430 a.C. fu costruito il tempio intitolato alla divinità, uno degli ultimi esempi di costruzione poligonale. Accanto ad esso c'era un tempio di Nemesi e Temi.
L'agalma, molto apprezzata da Marco Terenzio Varrone, era probabilmente opera di Agoracrito, anche se da alcuni viene attribuito al suo maestro Fidia. Si raccontava che fosse inizialmente una statua di Afrodite che fu rifiutata dai committenti e fu trasformata in una di Nemesi e venduta a Ramnunte a condizione di non essere mai portata ad Atene. 
A Ramnunte c'erano anche santuari di Afrodite Egemone, Dioniso, Zeus Soter e Atena Soteira e degli eroi Archegete e Aristomaco. In onore di Dioniso venivano rappresentate commedie e, come parte dei riti sacri a Nemesi, veniva svolta una gara di portatori di fiaccole.